# Pterinoblattina penna
Pterinoblattina penna là một loài côn trùng trong họ Brongniartiellidae thuộc bộ Neuroptera. Loài này được Scudder miêu tả năm 1885.